# IHostage
iHostage è un film del 2025 diretto da Bobby Boermans ed ispirato al sequestro di ostaggi avvenuto nel 2022 ad Amsterdam in un negozio.

## Trama
Ilian, un bulgaro che si trova ad Amsterdam per lavoro si ritrova nel posto sbagliato nel momento sbagliato. Quando entra in un Apple Store un uomo entra armato nel negozio e Ilian diventa il principale ostaggio.

## Produzione

### Cast
- Admir Sehovic: Ilian Petrov, ostaggio
- Soufiane Moussouli: Ammar Ajar, sequestratore
- Emmanuel Ohene Boafo: Mingus, dipendente Apple Store
- Fockeline Ouwerkerk: Soof, cliente nascosto nel ripostiglio
- Roosmarijn van der Hoek: Bente, cliente nascosto nel ripostiglio
- Robin Boissevain: Lucas, cliente nascosto nel ripostiglio
- Louis Talpe: Winston, membro unità DSI
- Marcel Hensema: Kees van Zanten, comandante di polizia
- Loes Haverkort: Lynn, negoziatore della polizia
- Eric Corton: Mark
- Matteo van der Grijn: Abe
- Ahlaam Teghadouini: Jihane, agente di polizia
- Thijs Boermans: Matthijs, agente di polizia
- Hylke van Sprundel: Wilco, negoziatore della polizia
- Zahra Lfil: Nour, agente di polizia
- Jasmine Sendar: Valerie, agente di polizia
- Keja Klaasje Kwestro: Sonja
- Jouman Fattal: Rachelle, negoziatrice della polizia
- Jolanda van den Berg: Karina
- Marc Koehorst: membro unità DSI
- Thirsa van Til: Maya
- Otis Kooman: Larissa
- Siem Geuke: Justin
- Everon Jackson Hooi: Erik, membro unità DSI
- Hans Mangnus: Quincy
- Reinier Demeijer: Jagersma
- Tara Hetharia: Busra, dipendente Apple Store
- Dionne Verwey: dottoressa Serena
- Kevin Schoonderbeek: Jasper
- Yasmin Karssing: Shirley
- Sima Kirjazowa: Dessey
- Jesse Schabracq: dipendente Apple
- Guilly Koster: Marciano
- Dim Balsem: redattore AT5
- Erwin Boschmans: Brian
- Denzel Ndongosi: agente di polizia
- Karim Kridene: cecchino in elicottero
- Wieger van Schaik: cecchino in elicottero
- Stefan van Gils: ufficiale di volo tattico

## Distribuzione
Il film è stato distribuito in streaming sulla piattaforma Netflix il 18 aprile 2025.